# ألان آي. ماركوس
ألان آي. ماركوس (بالإنجليزية: Alan I. Marcus)‏ هو مؤرخ أمريكي، ولد في 15 أغسطس 1949.